# Freedom, New Hampshire
Freedom är en kommun (town) i Carroll County i New Hampshire med 1 689 invånare (2020). Den har enligt United States Census Bureau en area på 98,2 km².